# SPCS1
SPCS1 (англ. Signal peptidase complex subunit 1) – білок, який кодується однойменним геном, розташованим у людей на 3-й хромосомі. Довжина поліпептидного ланцюга білка становить 102 амінокислот, а молекулярна маса — 11 805.
| 10         |  | 20         |  | 30         |  | 40         |  | 50         |
| ---------- |  | ---------- |  | ---------- |  | ---------- |  | ---------- |
| MLEHLSSLPT |  | QMDYKGQKLA |  | EQMFQGIILF |  | SAIVGFIYGY |  | VAEQFGWTVY |
| IVMAGFAFSC |  | LLTLPPWPIY |  | RRHPLKWLPV |  | QESSTDDKKP |  | GERKIKRHAK |
| NN         |  |            |  |            |  |            |  |            |

A: Аланін

C: Цистеїн

D: Аспарагінова кислота

E: Глутамінова кислота

F: Фенілаланін

G: Гліцин

H: Гістидин

I: Ізолейцин

K: Лізин

L: Лейцин

M: Метіонін

N: Аспарагін

P: Пролін

Q: Глутамін

R: Аргінін

S: Серин

T: Треонін

V: Валін

W: Триптофан

Кодований геном білок за функціями належить до гідролаз, протеаз. 
Локалізований у мембрані, ендоплазматичному ретикулумі, мікросомах.